# Ålandsrörelsen
Ålandsrörelsen var en politisk rörelse som uppstod 1917 med målet att återförena Åland med Sverige. Ledande företrädare var Julius Sundblom och Carl Björkman. Rörelsen förlorade sin betydelse när Nationernas förbund 1921 tillerkände Finland suveräniteten över öarna men samtidigt garanterade demilitarisering och omfattande självstyre.

## Bakgrund
Fram till Finska kriget och Freden i Fredrikshamn 1809 hörde Åland till Svealand[källa behövs]. I fredsuppgörelsen överlämnades ögruppen, tillsammans med det som senare blev östra Norrland, till Ryska imperiet. När Finland förklarade sig självständigt 1917 betraktades den svenskspråkiga befolkningen på Åland fortfarande i Sverige som ”utflyttade sverigesvenskar”.
Åland hade varit demilitariserat sedan Parisfreden 1856 men ryska trupper stationerades där under första världskriget. Efter Februarirevolutionen 1917 föll tsarrysk kontroll snabbt samman, och på Åland växte kraven på återförening med Sverige.

## Rörelsens framväxt (1917)
Den 20 augusti 1917 samlades representanter från åtta av Ålands 16 kommuner i Finström på initiativ av Björkman och Johannes Eriksson. Mötet beslöt enhälligt att begära återförening med Sverige och utsåg en deputation för att överlämna beslutet till svensk regering och kung.
Under julhelgen 1917 genomfördes en namninsamling som samlade 7 097 underskrifter. Rörelsen hävdade att detta motsvarade 96 procent av befolkningen, men Högman har visat att andelen var lägre.

## Parollen ”Finland fritt och Åland svenskt”
Inför avfärden till Stockholm formulerade Sundblom i december 1917 parollen ”Finland fritt och Åland svenskt” i Tidningen Åland. Han var till en början tveksam men blev så småningom rörelsens samlande gestalt.

## Finska inbördeskriget och svensk expedition
När Finska inbördeskriget bröt ut i januari 1918 fanns ryska soldater kvar på Åland, ofta lojala med den röda sidan, medan ålänningarna i huvudsak stödde de vita. Sundblom tvingades gå under jorden och återkom först till valborg 1918. Medlemmar av Ålandsrörelsen spred uppgifter om övergrepp – uppgifter som visade sig överdrivna – för att förmå Sverige att ingripa. Resultatet blev den svenska Ålandsexpeditionen 1918, som anlände i februari. Efter förhandlingar lämnade både ryska och finska förband öarna, men tyskt stöd till den vita regeringen innebar att tyska trupper ersatte svenskarna i mars och stannade till september.

## Ålands län och självstyrelsetanken
För att behålla Åland inom Finland inrättade finländska senaten den 13 juni 1918 Ålands län genom att avskilja ögruppen från Åbo och Björneborgs län. William Isaksson utsågs till första landshövding. Samtidigt diskuterades ett åländskt självstyre inom Finland som alternativ till återförening med Sverige.

## Konflikten med Finland 1918–1920
Trots länsbildningen fortsatte krav på förening med Sverige. I Sverige argumenterade bland andra sjöförsvarsminister Erik Palmstierna för militärt ingripande. Sundblom initierade ett (för Finland) olagligt åländskt landsting, lett av triumviratet Björkman–Eriksson–Sundblom.
Finland erbjöd 1920 utvidgad självstyrelse genom självstyrelselagen, men ålänningarna avvisade den genom att demonstrativt lämna förhandlingarna. Finländska myndigheter svarade med att häkta Björkman och Sundblom för högförräderi. Efter internationella protester benådades de i oktober 1920.

## Nationernas förbund och Ålandsmodellen
På brittisk begäran togs frågan upp av Nationernas förbund (NF). En juristkommission slog fast att Ålandsservitutet från 1856 alltjämt gällde och att NF var behörigt att avgöra frågan.
Den 24 maj 1921 beslutade NF:s råd att:
- tillerkänna Finland suveränitet över Åland,
- garantera öarnas demilitarisering,
- ge Åland långtgående självstyre och
- skydda det svenska språket och kulturen.

Sverige godtog beslutet under protest; Åland accepterade det därefter.

## Självstyrelsens början och rörelsens slut
Den 9 juni 1922 sammanträdde Ålands landsting för första gången. Sundblom valdes till talman, Eriksson till vice talman och Björkman till första lantråd. Den dagen firas numera som Ålands självstyrelsedag.
NF‑beslutet innebar slutet för Ålandsrörelsen som massrörelse, men parollen om svenskt språk och kultur lever kvar i autonomins institutioner.